# Orglandes
Orglandes est une commune française, située dans le département de la Manche en région Normandie, peuplée de 349 habitants.

## Géographie

### Localisation
Les communes limitrophes sont Urville, La Bonneville, Étienville, Le Ham, Hautteville-Bocage, Reigneville-Bocage et Picauville.

### Hydrographie
La commune est située dans le bassin Seine-Normandie. Elle est drainée par le Merderet, un bras de Rouvillette, le canal 01 de la commune d'Orglandes, le canal 01 du Petit Grosley, le canal 02 de la commune d'Orglandes, le cours d'eau 01 de la commune d'Orglandes, le cours d'eau 02 de la commune de Gourbesville, le cours d'eau 02 de la commune d'Orglandes, le fossé 01 de la commune de Gourbesville et le fossé 01 de la Veziellerie,,.
Le Merderet, d'une longueur de 36 km, prend sa source dans la commune de Tamerville et se jette dans la Douve en limite de Beuzeville-la-Bastille et de Sainte-Mère-Église, après avoir traversé 17 communes.

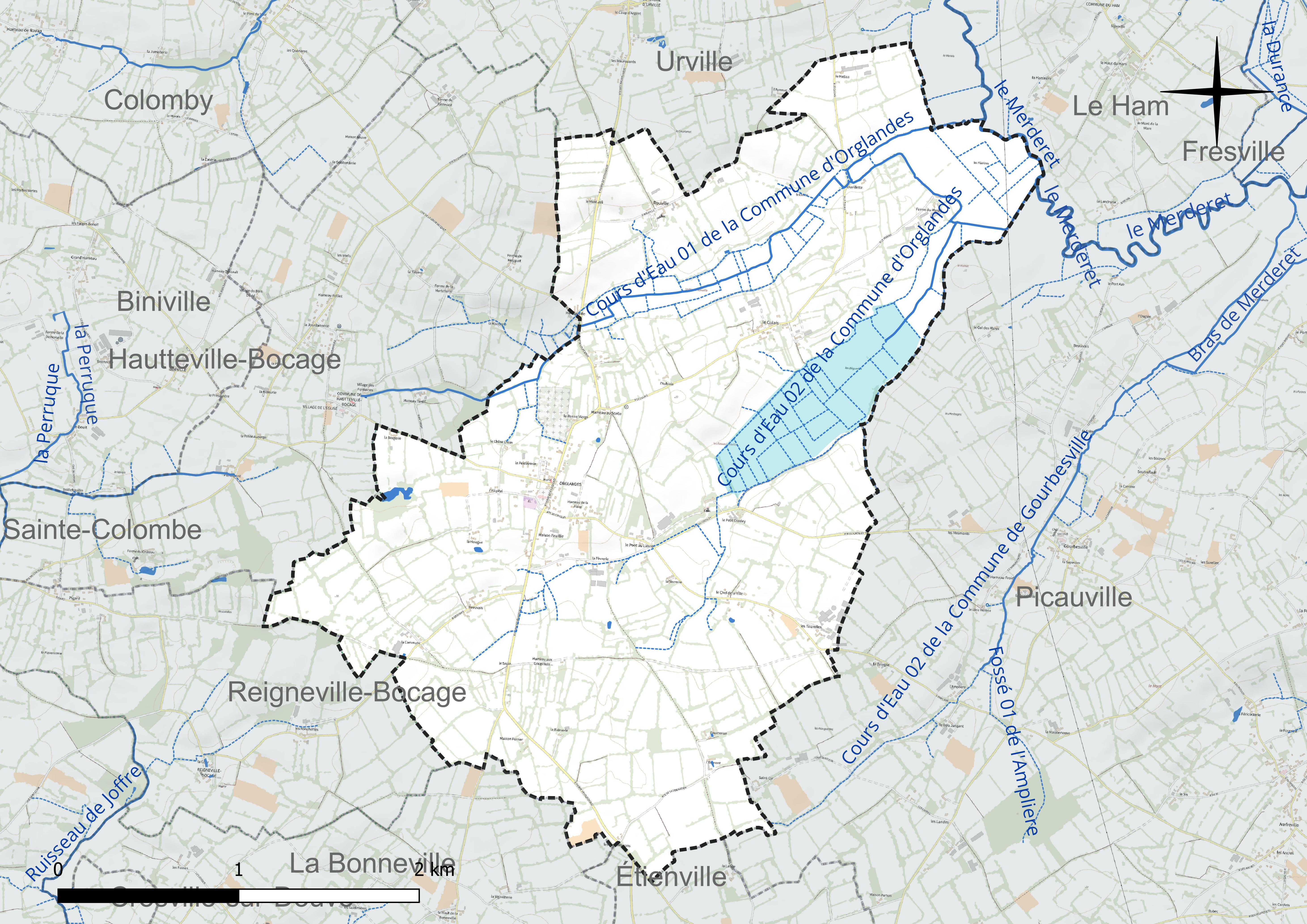
Réseau hydrographique d'Orglandes.

### Climat
Pour des articles plus généraux, voir Climat de la Normandie et Climat de la Manche.
En 2010, le climat de la commune est de type climat océanique franc, selon une étude du CNRS s'appuyant sur une série de données couvrant la période 1971-2000. En 2020, Météo-France publie une typologie des climats de la France métropolitaine dans laquelle la commune est exposée à un climat océanique et est dans la région climatique  Normandie (Cotentin, Orne), caractérisée par une pluviométrie relativement élevée (850 mm/a) et un été frais (15,5 °C) et venté. Parallèlement le GIEC normand, un groupe régional d’experts sur le climat, différencie quant à lui, dans une étude de 2020, trois grands types de climats pour la région Normandie, nuancés à une échelle plus fine par les facteurs géographiques locaux. La commune est, selon ce zonage, exposée à un « climat maritime », correspondant au Cotentin et à l'ouest du département de la Manche, frais, humide et pluvieux, où les contrastes pluviométrique et thermique sont parfois très prononcés en quelques kilomètres quand le relief est marqué.
Pour la période 1971-2000, la température annuelle moyenne est de 11,2 °C, avec une amplitude thermique annuelle de 10,9 °C. Le cumul annuel moyen de précipitations est de 805 mm, avec 13,6 jours de précipitations en janvier et 7,2 jours en juillet. Pour la période 1991-2020, la température moyenne annuelle observée sur la station météorologique la plus proche, située sur la commune de Sainte-Marie-du-Mont à 17 km à vol d'oiseau, est de 11,6 °C et le cumul annuel moyen de précipitations est de 890,0 mm,. Pour l'avenir, les paramètres climatiques de la commune estimés pour 2050 selon différents scénarios d’émission de gaz à effet de serre sont consultables sur un site dédié publié par Météo-France en novembre 2022.

## Urbanisme

### Typologie
Au 1er janvier 2024, Orglandes est catégorisée commune rurale à habitat dispersé, selon la nouvelle grille communale de densité à sept niveaux définie par l'Insee en 2022.
Elle est située hors unité urbaine et hors attraction des villes,.

### Occupation des sols

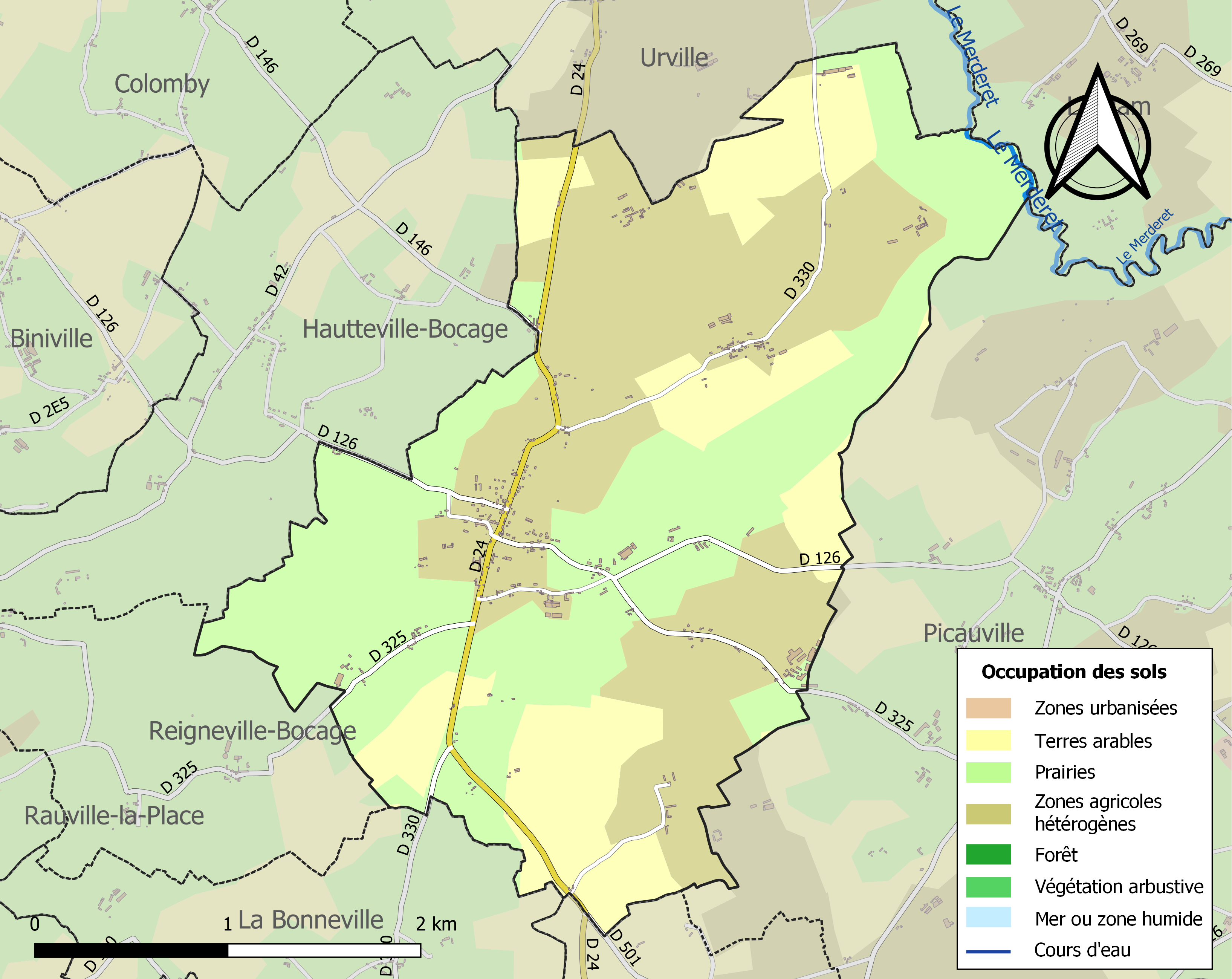
Carte des infrastructures et de l'occupation des sols de la commune en 2018 (CLC).

L'occupation des sols de la commune, telle qu'elle ressort de la base de données européenne d’occupation biophysique des sols Corine Land Cover (CLC), est marquée par l'importance des territoires agricoles (100 % en 2018), une proportion identique à celle de 1990 (100 %).
La répartition détaillée en 2018 est la suivante : prairies (39,7 %), zones agricoles hétérogènes (39,7 %), terres arables (20,5 %).
L'évolution de l'occupation des sols de la commune et de ses infrastructures peut être observée sur les différentes représentations cartographiques du territoire : la carte de Cassini (XVIIIe siècle), la carte d'état-major (1820-1866) et les cartes ou photos aériennes de l'IGN pour la période actuelle (1950 à aujourd'hui).

## Toponymie
Le nom de la localité est attesté sous la forme Oglanda au IXe siècle.

## Histoire

### Moyen Âge
Au VIIe siècle, saint Hermeland, abbé d'Aindre (Indre) aurait séjourné à Orglandes d'après un récit ou est cité également un certain Laurus, noble homme de la province (quidam nobilis illius prouinciœ vir). Un texte relate le voyage que le saint aurait accomplit à l’extrême fin du VIIe siècle à Orglandes, dans le pagus du Cotentin, « pour la nécessité d'y pourvoir aux affaires de son abbaye ».
En 1066, un Richard d'Orglandes est aux côtés de Guillaume le Conquérant en Angleterre et reçut des terres notamment à l'île de Wight. 
Au XIIIe siècle, Guillaume de Reviers-Vernon, baron de Néhou, seigneur d'Orglandes, n'eut que des filles. La troisième Jeanne de Vernon reçut la seigneurie d'Orglandes qui devient baronnie, dont une grande partie des terres étaient situées dans cette paroisse, et épousa Guillaume de Brucourt.
En 1464, Orglandes a pour baron Jean d'Ouessey, également seigneur de Brucourt. Les d'Ouessey, qui tirent leur nom d'un fief assis dans la paroisse du Teilleul dans le comté de Mortain, avaient hérité de la baronnie, à la fin du XIVe siècle, des de Brucourt.

### Temps modernes
En 1548, Louis Pellevey, seigneur d'Aubigny, hérite des fiefs de Rouville et d’Urville, par sa femme Isabeau de La Rocque, à la mort de Pierre IV de La Rocque, chevalier, seigneur de Rouville, d'Urville, de Flottemanville, de Saussey, d'Omonville-la-Folliot, de Crasville, du Breuil à Anneville-en-Saire, de Baudreville, de Thury à Lieusaint et de la Haulle. En 1567, ce même Louis Pellevey est taxé pour les fiefs d'Urville, Rouville et Hammevieville, de 4 livres et 8 solz dans le rôle du ban et d'arrière-ban de la vicomté de Coutances, effectué par Gilles Dancel, lieutenant général du bailli de Cotentin, les 20 et 22 octobre. Le fief de Rouville à Orglandes, qui valait un huitième de fief de haubert, relevait de la baronnie d'Orglandes. Dans le même rôle : Guillaumne Le Bas, fils de Gilles, écuyer, sieur de Garnetot à Rauville-la-Place et du fief ès Orglandroys, est taxé de 24 livres et 12 solz. Le fief ès Orglandroys à Orglandes, valant un huitième de fief de haubert, relevait aussi de la baronnie d'Orglandes ; les héritiers du sieur de la Hougue, sont taxés de 6 livres pour le fief de la Hougue, anciennement de Saint-Germain, à Orglandes, valant un huitième de fief de haubert et relevant également de la baronnie d'Orglandes. En 1566, Adrien de Tilly en rendait aveu, et, Richard du Moustier, sieur de Sainct Michel est taxé de 20 deniers. Le fief noble de Saint Germain à Orglandes, relevait lui aussi de la baronnie d'Orglandes.
Marie d'Orléans-Longueville (1625-1707) cède, pour 350 000 francs, les terres de Bricquebec, d'Orglandes et de Blosville, à son cousin le maréchal de Matignon.

### Époque contemporaine
Le 16 juin 1944, Orglandes est libérée par les 9e et 90e divisions d'infanterie américaine qui se dirigent vers Cherbourg.

## Politique et administration
| Période                                  | Période    | Identité              | Étiquette | Qualité     |
| ---------------------------------------- | ---------- | --------------------- | --------- | ----------- |
| 1971                                     | mars 2001  | Jean Vaultier         |           |             |
| mars 2001                                | avril 2014 | André Billy           | SE        | Agriculteur |
| avril 2014                               | En cours   | François Lefauconnier | SE        | Agriculteur |
| Les données manquantes sont à compléter. |            |                       |           |             |

## Démographie
L'évolution du nombre d'habitants est connue à travers les recensements de la population effectués dans la commune depuis 1793. Pour les communes de moins de 10 000 habitants, une enquête de recensement portant sur toute la population est réalisée tous les cinq ans, les populations de référence des années intermédiaires étant quant à elles estimées par interpolation ou extrapolation. Pour la commune, le premier recensement exhaustif entrant dans le cadre du nouveau dispositif a été réalisé en 2005.
En 2022, la commune comptait 349 habitants, en évolution de −4,64 % par rapport à 2016 (Manche : −0,31 %, France hors Mayotte : +2,11 %).
| 1793 | 1800 | 1806 | 1821 | 1831 | 1836 | 1841 | 1846 | 1851 |
| ---- | ---- | ---- | ---- | ---- | ---- | ---- | ---- | ---- |
| 708  | 799  | 815  | 961  | 736  | 766  | 692  | 701  | 666  |

| 1856 | 1861 | 1866 | 1872 | 1876 | 1881 | 1886 | 1891 | 1896 |
| ---- | ---- | ---- | ---- | ---- | ---- | ---- | ---- | ---- |
| 664  | 620  | 634  | 616  | 600  | 585  | 575  | 586  | 545  |

| 1901 | 1906 | 1911 | 1921 | 1926 | 1931 | 1936 | 1946 | 1954 |
| ---- | ---- | ---- | ---- | ---- | ---- | ---- | ---- | ---- |
| 512  | 492  | 442  | 384  | 388  | 358  | 339  | 351  | 367  |

| 1962 | 1968 | 1975 | 1982 | 1990 | 1999 | 2005 | 2006 | 2010 |
| ---- | ---- | ---- | ---- | ---- | ---- | ---- | ---- | ---- |
| 344  | 302  | 304  | 297  | 303  | 310  | 315  | 315  | 338  |

| 2015 | 2020 | 2022 | - | - | - | - | - | - |
| ---- | ---- | ---- | - | - | - | - | - | - |
| 364  | 354  | 349  | - | - | - | - | - | - |

## Économie
La commune se situe dans la zone géographique des appellations d'origine protégée (AOP) Beurre d'Isigny et Crème d'Isigny.

## Culture locale et patrimoine

### Lieux et monuments

#### Patrimoine religieux
- Cimetière militaire allemand d'Orglandes où reposent 10 152 soldats allemands tués pendant la bataille de Normandie, principalement dans les combats dans le nord Cotentin. Il a été aménagé par le Volksbund Deutsche Kriegsgräberfürsorge (Service pour l'entretien des sépultures militaires allemandes) entre 1958 à 1961 sur l'ordre du gouvernement de la République fédérale.
- Église Notre-Dame des XIIe – XIXe siècles, restaurée au XIXe siècle. La tour avec cadran solaire a conservée le style XIIIe et le chœur date du XVe siècle. Elle est inscrite au titre des monuments historiques par arrêté du 18 octobre 1971[42]. L'édifice conserve quelques vestiges romans comme un tympan sculpté en méplat qui représente un christ en Majesté, les symboles des quatre Évangélistes, Moïse et saint Pierre daté du XIIe siècle. Elle abrite une Vierge à l'Enfant du XVIe classée au titre objet aux monuments historiques[43], un maître-autel du XVIIIe, des fonts baptismaux du XVIIIe, les statues de saint Jacques le majeur du XVe, saint Michel du XIXe[27].
- Croix de cimetière du XIIIe siècle, oratoire Notre-Dame-de-Grâce et Vierge à l'Enfant du XVIIIe siècle.
- Ancien presbytère.
- Oratoire.
- If funéraire du cimetière.

#### Patrimoine civil
- Château de Crosley des XVIe – XVIIIe siècles, et sa chapelle Saint-Pierre.
- Château de Rouville des XVIIIe – XIXe siècles, et sa chapelle. Château du XVIIIe siècle, remanié au XIXe siècle[44]. Hervé de Pierrepont († 1662), chevalier, fut seigneur et patron de Rouville, Étienville, Flottemanville, Urville, du Ronceray (Les Moitiers-en-Bauptois), et commandant pour le roi aux ville et forteresse de Granville[45].
- Lillemont du XVIe siècle.
- La Hougue des XVIe – XVIIe siècles.
- Manoir de Marteauville des XVIe – XVIIIe siècles.
- Beauval des XVIIIe – XIXe siècles.
- Le Calais du XVIe siècle avec sa tour d'escalier datée de 1573[27].

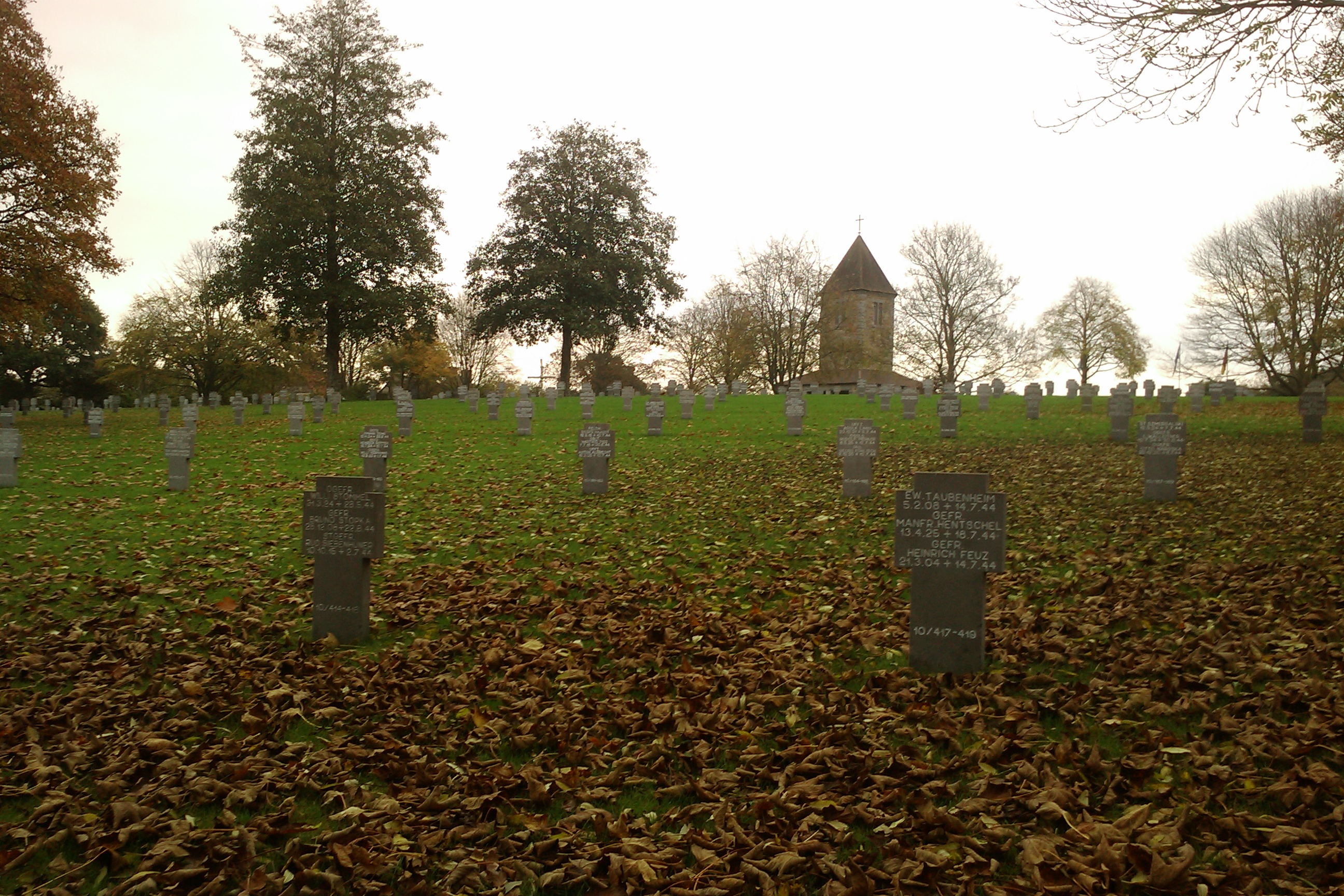
Le cimetière militaire allemand.
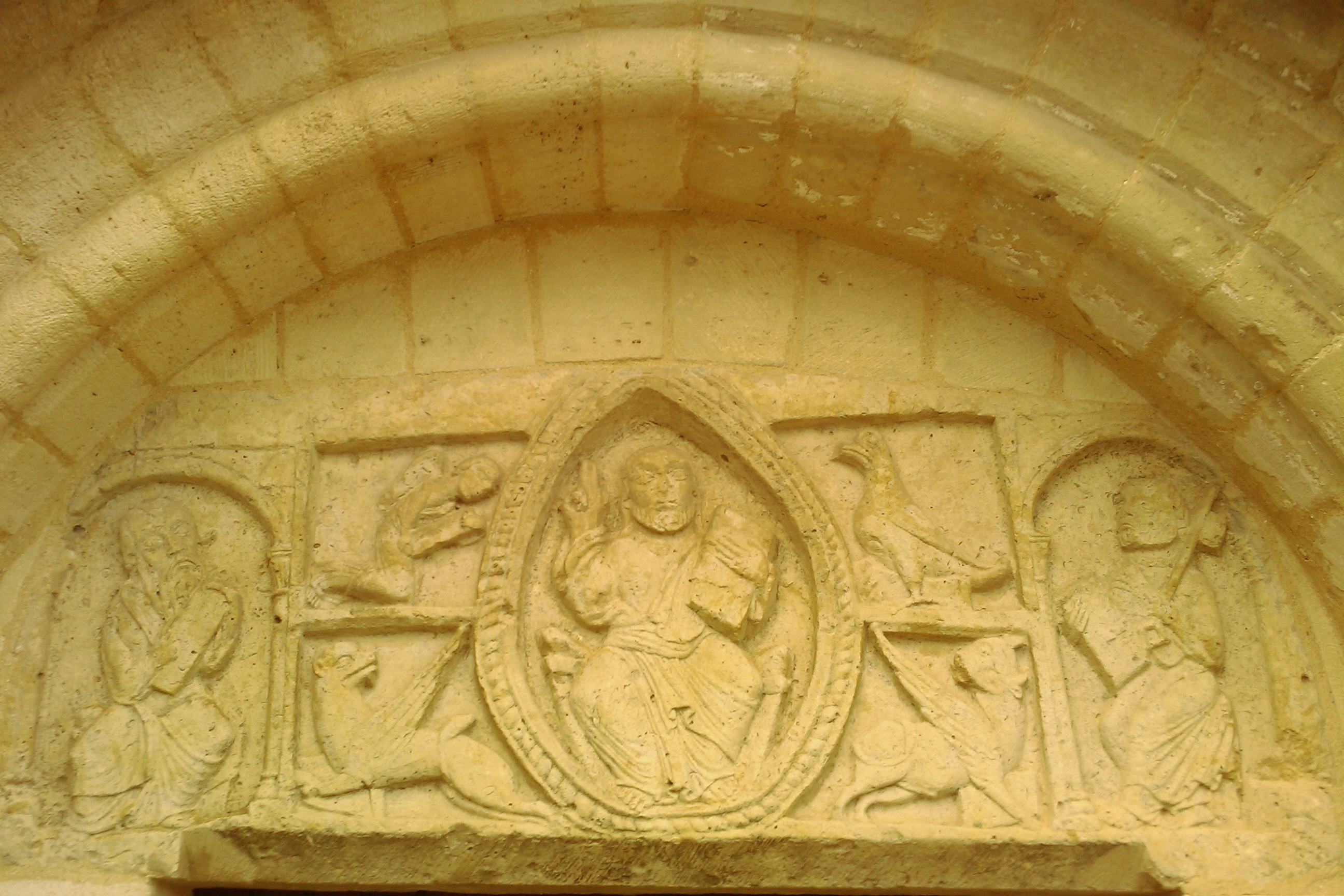
Tympan sculpté du XIIe siècle.
La Vierge à l'Enfant, classée au titre objet.
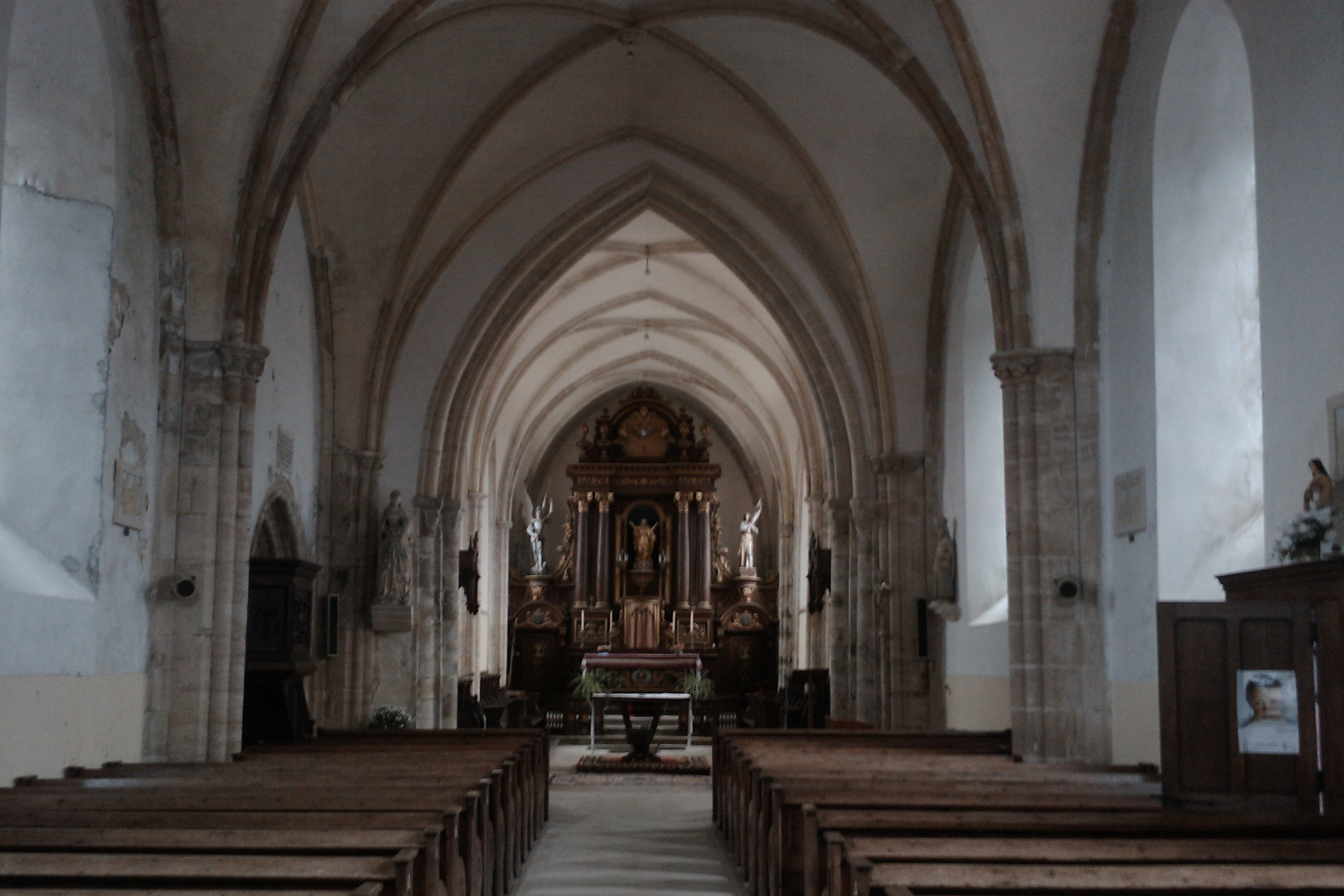
La nef de l'église Notre-Dame.

### Personnalités liées à la commune
- Le général Wilhelm Falley est inhumé tout comme le général Heinz Hellmich au cimetière militaire allemand d'Orglandes .
- Famille d'Orglandes

### Héraldique
| Blason de Orglandes | Blason  | Parti : au 1er de gueules à deux léopards d'or, armés et lampassées d'azur l'un au-dessus de l'autre accompagnés d'une étoile d'or au premier canton, au 2d d'hermine à une tour de gueules ouverte, ajourée et maçonnée de sable, surmontées de trois losanges de gueules rangées en fasce. |
| Blason de Orglandes | Détails | Les léopards d'or sur champ de gueules rappellent les armes de la Normandie Le statut officiel du blason reste à déterminer. |